# 新豊院山古墳群
新豊院山古墳群（しんぽういんやまこふんぐん）は、静岡県磐田市向笠竹ノ内に所在する弥生時代中期から古墳時代前期にわたる墳墓で構成された古墳群である。
1987年（昭和62年）7月3日、国の史跡に指定された。

## 概要
本古墳群は、天竜川と太田川に挟まれた磐田原洪積台地の東縁辺部に小丘陵があり、その小丘陵上に30基以上の小型古墳・台状墓・周溝墓が分布している。古墳群は、A～Dの4地区に分けられている。1980年（昭和55年）8月から、D地区の土取り工事に先立って、発掘調査が実施された。その結果、2基の前方後円墳（推定）と台状墓1基、弥生時代の土壙（どこう）や土器棺の存在が確認された。東側から1号、西側に2号、また接する西側に3号と並んでいる。

## 規模・形状
1号墳は丘陵の東先端にあり、全長33メートルの前方後円墳（または前方後方墳）である。2号墳は丘陵の高所にあり、全長34メートル、前方部長さ11メートルで撥形（ばちがた）に開く前方後円墳で、葺石は見られない。3号墳は1辺12メートルの方形台状墓で、四隅を切ってある。

## 埋葬施設・副葬品・出土品
1号墳の主体部が発掘調査されていないために不明である。2号墳は、後円部に竪穴式石室があり、そこには箱形木棺が納められていたと推測されており、石室の長さ5メートル、幅約1メートル、高さ0.7メートルである。石室内から銅鏃、鉄剣、槍先、直刀、舶載三角縁神獣鏡が、墓壙内からは銅鏃、鉄鏃、小型素文鏡が出土している。前方部には礫槨状の埋葬施設があったと見られている。3号墳の主体部からは、箱形木棺が見つかっている。棺内から剣、鉇（やりがんな）、鉄鏃が、主体部の真上から古墳時代前期の壺形土器が出土している。